# Ischionodonta mexicana
Ischionodonta mexicana är en skalbaggsart som beskrevs av Giesbert och Chemsak 1993. Ischionodonta mexicana ingår i släktet Ischionodonta och familjen långhorningar. Inga underarter finns listade i Catalogue of Life.